# RC2
RC2 (Ron’s Code 2 или Rivest’s Cipher 2) — блочный шифр с длиной блока 64 бита и переменной длиной ключа, разработанный Роном Ривестом в конце 1980-х годов. Алгоритм является более быстрым, чем алгоритм DES. Стойкость может быть больше или меньше, чем у DES, в зависимости от длины ключа. Алгоритм RC2 является собственностью компании RSA Security Inc. Для его использования требуется лицензия.
В США длина ключа для использования внутри страны рекомендуется равной 128 битам, но соглашение, заключённое между Software Publishers Association (SPA) и правительством США, даёт RC2 специальный статус, который означает, что разрешено экспортировать шифры длиной ключа до 40 битов. 56-битные ключи разрешено использовать заграничным отделениям американских компаний.
RC2 с ключами 128 битов обеспечивает такой же уровень безопасности, как и IDEA или тройной DES. RC2 широко используется разработчиками, чьи продукты экспортируются за пределы США, поскольку экспортировать DES долгое время было запрещено. RC2 используется, в частности, в неамериканских версиях программы Outlook Express корпорации Microsoft.
Реализация алгоритма была опубликована анонимно в 1996 году, затем в 1998 году как RFC 2268.
Был исключен из стандартов TLS с выходом версии 1.2.